# Министерство юстиции Швеции
Министерство юстиции Швеции несет ответственность за шведскую правовую систему согласно Конституции и общее административное право, гражданское право, процессуальное право и уголовное право. Министерство юстиции также обрабатывает вопросы, связанные с демократическими вопросами, правами человека, интеграции и по вопросам меньшинств, городских дел, спортивные вопросы и неправительственные организации.

## Министры
- Министр юстиции
- Министр по вопросам миграции и политики предоставления убежища
- Министр гендерного равенства и интеграции

## Агентства
- Шведский агентство компенсаций жертвам преступности
- Шведский Совет инспекции данных
- Шведское национальное бюро по экономическим преступлениям
- Шведское управление выборами
- Шведский национальный совет судебной медицины
- Шведский национальный совет по предупреждению преступности
- Шведский национальный совет по судоустройству
- Шведский национальный Департамент полиции
- Шведский омбудсмен против дискриминации по признаку сексуальной ориентации
- Шведский омбудсмен по вопросам этнической дискриминации
- Шведская служба исполнения наказаний и пробации
- Генеральная прокуратура Швеции
- Шведский национальный наблюдательный совет общественных бухгалтеров
- Шведский национальный Консультативный совет генной технологии
- Шведский национальный совет по интеграции